# امبو، پرو
امبو، پرو (به اسپانیایی: Ambo, Peru) یک منطقهٔ مسکونی در پرو است که در استان امبو واقع شده‌است.